# Hermanas de la Caridad de San Vicente de Paúl de Múnich
La Congregación de Hermanas de la Caridad de San Vicente de Paúl de Múnich (oficialmente en latín: Congregatio Sororum Caritatis Monacensis) es una congregación religiosa católica femenina, de vida apostólica y de derecho diocesano, fundada en 1832 por el rey Luis I de Baviera. A las religiosas de este instituto se les conoce como Hermanas de la Caridad de Múnich o simplemente como vicentinas de Múnich. Sus miembros posponen a sus nombres las siglas S.C.

## Historia

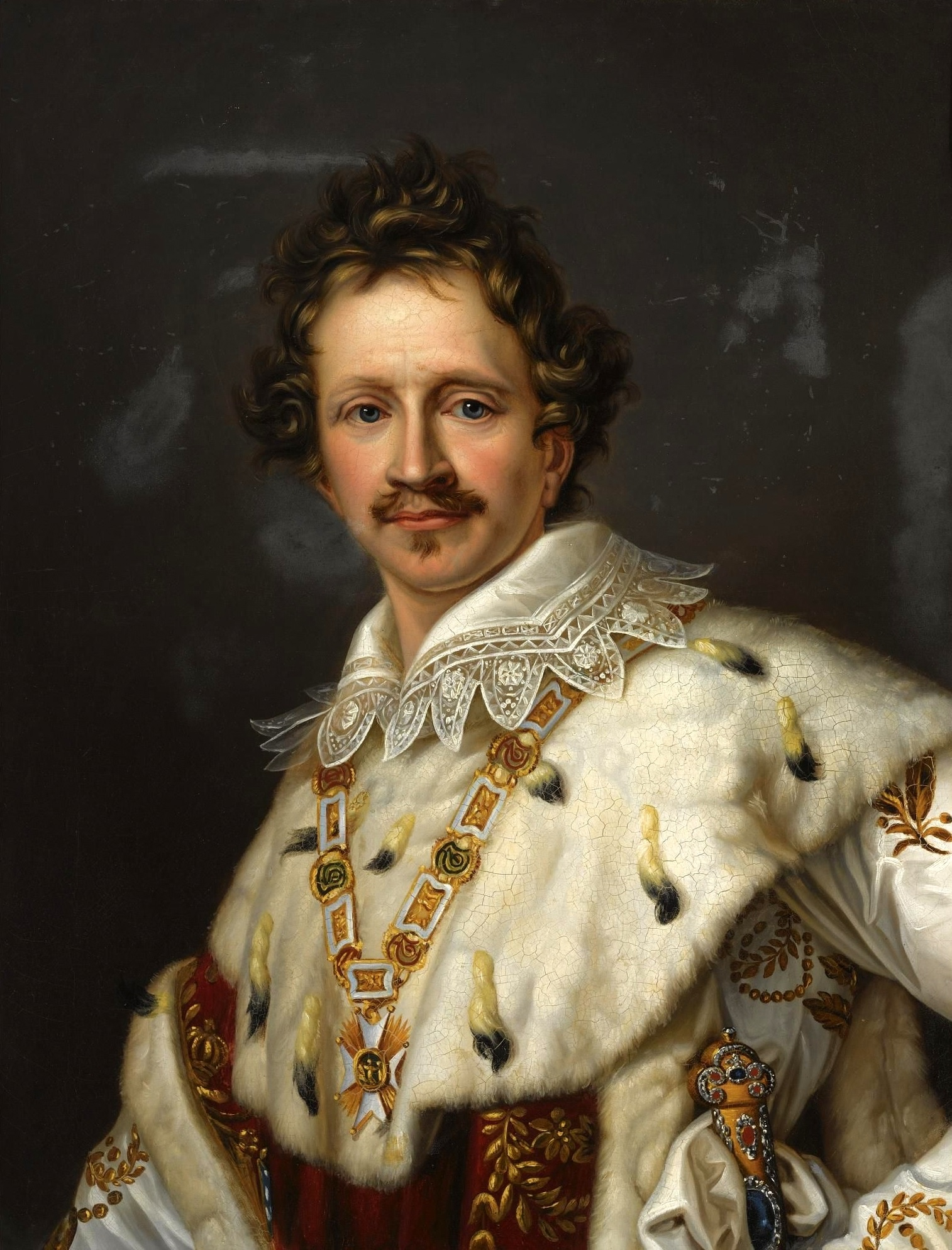
El rey Luis I de Baviera (1786.1868) es considerado el fundador de la congregación.

La congregación tiene su origen en las Hermanas de la Caridad de Estrasburgo, quienes fundaron una comunidad en Múnich, Alemania, el 19 de marzo de 1832, a petición del rey Luis I de Baviera. Ya desde su fundación el instituto fue autónomo respecto a la casa madre, por lo cual, con la aprobación del obispo de Múnich y Frisinga, Lotario Anselmo de Gebsattel, nació la nueva congregación. La primera superiora general fue la religiosa Ignatia Jorth.
Dos casas fundadas por las hermanas de Múnich se independizaron con el correr de los años, formando sus propias congregaciones autónomas, dando origen a las Hermanas de la Caridad de Augsburgo y las de Innsbruck. Desde el 2005, todas estas congregaciones, sin perder su autonomía, forman parte de la Federación de Hermanas Vicencianas de Estrasburgo.

## Organización
La Congregación de Hermanas de la Caridad de Múnich es un congregación religiosa femenina, de derecho diocesano y centralizada, cuyo gobierno es ejercido por una superiora general, es miembro de la Federación de Hermanas de San Vicente de Paúl de Estrasburgo, hace parte de la Familia vicenciana y su sede central se encuentra en Múnich (Alemania). Las vicentinas de Múnich se dedican especialmente al cuidado de los enfermos y a la atención de los ancianos y están presentes únicamente en Alemania. La congregación cuenta con más de doscientas religiosas y tiene quince comunidades.